# Élections sénatoriales de 1989 en Polynésie française
L'élection sénatoriale en Polynésie française a eu lieu le dimanche 27 septembre 1998. 
Elle a eu pour but d'élire le sénateur représentant le département de Polynésie française pour un mandat de neuf années.

## Contexte départemental
Lors des élections sénatoriales du 28 septembre 1980 en Polynésie française, un sénateur a été élu, Daniel Millaud (UDF-CDS).
Depuis, tous les effectifs du collège électoral des grands électeurs ont été renouvelés, avec les élections législatives de 1988 en Polynésie française et les élections municipales françaises de 1989.

## Rappel des résultats de 1980
|                | Daniel Millaud      | E'a Api        | 177 | 56,19  |  |  |
|                | Jacques Teuira      | Tahoeraa       | 137 | 43,49  |  |  |
|                | Jean-Pierre Bouvier | Tavini         | 1   | 0,32   |  |  |
|                |                     |                |     |        |  |  |
| Inscrits       | Inscrits            | Inscrits       | 332 | 100,00 |  |  |
| Abstentions    | Abstentions         | Abstentions    | 13  | 3,92   |  |  |
| Votants        | Votants             | Votants        | 319 | 96,08  |  |  |
| Blancs et nuls | Blancs et nuls      | Blancs et nuls | 4   | 1,20   |  |  |
| Exprimés       | Exprimés            | Exprimés       | 315 | 94,88  |  |  |

## Sénateur sortant
| Sénateur | Sénateur       | Parti   | Fonctions lors de l'élection en 1980 |
| -------- | -------------- | ------- | ------------------------------------ |
|          | Daniel Millaud | E'a Api | Sénateur sortant                     |

## Présentation des candidats
Le seul représentant de la Polynésie française est élu pour une législature de 9 ans au suffrage universel indirect par les 507 grands électeurs du département. 
En Polynésie française, le sénateur est élu au scrutin majoritaire à deux tours.
| Candidats | Candidats               | Parti   | Principale fonction         |
| --------- | ----------------------- | ------- | --------------------------- |
|           | Jean-Baptiste Trouillet | Tavini  | Adjoint au maire de Papeete |
|           | Daniel Millaud          | E'a Api | Sénateur sortant            |

## Résultats
|                | Daniel Millaud          | E'a Api        | 237 | 51,19  |  |  |
|                | Jean-Baptiste Trouillet | Tavini         | 226 | 48,81  |  |  |
|                |                         |                |     |        |  |  |
| Inscrits       | Inscrits                | Inscrits       | 507 | 100,00 |  |  |
| Abstentions    | Abstentions             | Abstentions    | 37  | 7,30   |  |  |
| Votants        | Votants                 | Votants        | 470 | 92,70  |  |  |
| Blancs et nuls | Blancs et nuls          | Blancs et nuls | 7   | 1,38   |  |  |
| Exprimés       | Exprimés                | Exprimés       | 463 | 91,32  |  |  |